# Schradera korthalsiana
Schradera korthalsiana là một loài thực vật có hoa trong họ Thiến thảo. Loài này được (Miq.) Puff, R.Buchner & Greimler miêu tả khoa học đầu tiên năm 1998.